# Piper cililimbum
Piper cililimbum är en pepparväxtart som beskrevs av Truman George Yuncker. Piper cililimbum ingår i släktet Piper och familjen pepparväxter. Inga underarter finns listade i Catalogue of Life.